# Dewetsdorp
Dewetsdorp [dɘˈveːt͡sˌdɔrp] ist ein Ort in der südafrikanischen Provinz Freistaat. Er gehört zur Metropolgemeinde Mangaung. Bis 2016 war er Verwaltungssitz der Gemeinde Naledi im Distrikt Xhariep.

## Geographie
2011 hatte Dewetsdorp 9498 Einwohner, einschließlich der Einwohner des östlich gelegenen Townships Morojaneng. Nach Bloemfontein im Nordwesten sind es rund 70 Kilometer, zur Westspitze Lesothos Richtung Osten rund 40 Kilometer.

## Geschichte
Der Ort wurde 1876 von dem Fähnrich Jacobus Ignatius de Wet auf dem Gelände der Farm Kareefontein gegründet und trug anfangs deren Namen. Ein Antrag auf Anerkennung beim Volksraad wurde 1876 angelehnt. Erst 1879 erkannte der Volksraad die Neugründung an und nannte sie Dewetsdorp, nach dem Gründer. Der Ort erhielt 1890 den Status einer Gemeinde. Jacobus de Wets Sohn Christiaan De Wet spielte als General der Buren eine führende Rolle im Zweiten Burenkrieg. 1900 besiegte er mit seinen Truppen die britische Garnison in Dewetsdorp.
1927 wurde das Rathaus von einem Stadtangestellten gesprengt, der damit seine Veruntreuung öffentlicher Gelder vertuschen wollte. Der 1928 entstandene Neubau wurde 1995 als „nationales Erbe“ ausgewiesen.

## Wirtschaft und Verkehr
Haupterwerbszweig ist die Landwirtschaft mit der Haltung von Schafen und Rindern sowie dem Anbau von Mais und Weizen.
Dewetsdorp liegt an der Regionalstraße R702 zwischen Bloemfontein und Wepener. Die R717 führt von Dewetsdorp westwärts zur Nationalstraße N6 und weiter nach Trompsburg. Dewetsdorp hat einen Bahnhof an der Bahnstrecke von Sannaspos (östlich Bloemfonteins) nach Aliwal North.

## Persönlichkeiten
- Christiaan de Wet (1854–1922), Burengeneral, starb in Dewetsdorp